# No hay ningún loco (álbum)
No hay ningún loco es el título del primer álbum en vivo de Ñu, publicado en 1986.
Este es su primer trabajo en directo, y el primero que publican con la discográfica Barrabás, propiedad del locutor radiofónico Mariano García.
El disco fue lanzado originalmente como LP doble; la sociedad de la banda con el sello Barrabás continuaría hasta entrados los años 90.
Fue reeditado por el sello BOA en CD en el año 2000.

## Temas
Todos los temas compuestos por José Carlos Molina.
Disco uno
1. Introducción / Cuentos de ayer y de hoy / Preparan
2. No hay ningún loco - 5:10
3. Prometo besar - 5:21
4. La bailarina - 5:17
5. Solo de flauta - 1:10
6. El flautista - 7:20
7. Nessa / Fuego - 4:24

Disco dos
1. Ella - 5:34
2. Perseguido - 7:10
3. Los ojos de la zíngara - 7:24
4. Sé quien - 5:07
5. Más duro que nunca - 7:53
6. Más, quiero más - 3:56
7. Una noche más - 4:10

## Trivia
En los créditos del álbum aparece la dedicatoria "A mi mamá que me estará escuchando, y a la Guardia Civil que me estará buscando"

## Músicos
- José Carlos Molina: voz, flauta, teclados y percusión
- Enrique Bertrán de Lis: guitarra y voces
- José Luis Rodríguez: bajo y voces
- Toni "El Mago": teclados y voces
- Enrique B. Ballesteros: batería
- Chiqui Mariscal: bajo
- Jean François: violín
- Jerónimo Ramiro: guitarra
- José M. García: guitarra
- Eduardo Pinilla: guitarra
- "El Horrible": bajo